# Běchary
Běchary är en ort i Tjeckien. Den ligger i den centrala delen av landet, 70 km öster om huvudstaden Prag. Běchary ligger 231 meter över havet och antalet invånare är 219.
Terrängen runt Běchary är platt. Runt Běchary är det ganska glesbefolkat, med 45 invånare per kvadratkilometer. Närmaste större samhälle är Jičín, 14,3 km norr om Běchary. Trakten runt Běchary består till största delen av jordbruksmark.